# Franciszka Krasińska
Franciszka Krasińska, někdy také uváděná jako Františka Corvin-Krasińská (9. března 1742 Maleszowa, Polsko – 30. dubna 1796 Drážďany), byla polská šlechtična, manželka Karla Saského, vévody kurlandského, syna polského krále Augusta III.

## Život
Byla třetí ze čtyř dcer narozených polskému hraběti Stanisławu Korwinovi Krasińskému (1717–1762), a jeho manželce Aniele rozené Humięcké.
Franciszka Krasińska se narodila na rodinném panství Maleszowa. Krasińští navštěvovaly královský dvůr ve Varšavě, kde se Franciszka setkala se svým budoucím manželem Karlem Saským, vévodou Kuronským. Franciszka a Karel se do sebe údajně zamilovali, když jí bylo pouhých 15 let a v roce 1757 požádali její rodinu, aby podpořila jejich plán na svatbu. Její otec a její strýc Antoni Lubomirski podporovali jejich přání, zvláště když Karel měl být vévodou z Kurlandu, k čemuž došlo v roce 1758. Svatba proběhla v tichosti 25. března 1760 ve Varšavě. Karel byl ale zaujatý přežitím svého knížectví a setkávali se jen zřídka. Mladí manželé žili oddělené životy. Franciszka Krasińska byla politicky aktivní a žila v různých palácích příbuzných a přátel. Často pobývala u své tety Zofie Lubomirské a strýce Antoniho Lubomirského. V roce 1775 byl sňatek uznán, i když pouze jako morganatický sňatek (Franciszka, přestože byla urozeného původu, nepatřila k žádné panující dynastii). Císař Josef II. udělil Franciszce dědičný titul princezny. Franciszka a její dcera se pak přestěhovaly do Saska, aby žily s Karlem Saským na jeho zámku. Polský Sejm jí přiznal rentu.
Manželský pár měl dvě dcery: Marii Theresii (narozenou a zemřelou 1767) a Marii Christinu (1770–1851), která se stala babičkou italského krále Viktora Emanuela II.
Franciszka Krasińska pravděpodobně zemřela na rakovinu prsu.
Franciszka se stala námětem pro historický román Klementyny Hoffmanowé.